# Уилям Мьорнър
 Уилям Еско Мьорнър (на английски: William Esco Moerner) е американски физикохимик, лауреат на Нобелова награда за химия от 2014 г. заедно с Ерик Бециг и Щефан Хел за разработването на флуоресцентна микроскопия със свръхвисока разделителна способност. Той постига първото оптическо засичане и спектроскопия на молекула в кондензирани фази.

## Образование
Мьорнър е роден на 24 юни 1953 г. в Плезантън, Калифорния. Израства в Сан Антонио, Тексас, където завършва средното си образование. Учи във Вашингтонския университет в Сейнт Луис, където завършва три бакалавърски програми: по физика, по електроинженерство и по математика. След това се записва да учи в университета „Корнел“, с помощ от Националната фондация за наука. Там завършва магистратура и докторантура по физика - съответно през 1978 г. и 1982 г. През тези години Мьорнър е с безупречен успех, потвърден от множество награди.

## Научна дейност
Мьорнър работи в изследователски център на IBM в Сан Хосе като изследовател от 1981 до 1988 г., мениджър от 1988 до 1989 г. и ръководител на проект от 1989 до 1995 г. В периода 1994 – 1995 г. е гост-преподавател в Швейцарския федерален технологичен институт в Цюрих, а през 1995 – 1998 г. работи в департамента по физикохимия и департамента по химия и биохимия на Калифорнийския университет, Сан Диего. През 1998 г. изследователският му екип се премества в Станфордския университет, където той става професор по химия. Там той ръководи департамента по химия през 2011 – 2014 г. и работи по микроскопията със свръхвисока разделителна способност. Към май 2014 г. има зад името си 386 публикации.
Член е на Американското физическо общество от 2009 г. и носител на Нобелова награда за химия от 2014 г. Почетен член на Американската академия на изкуствата и науките от 2001 г. и на Националната академия на науките на САЩ от 2007 г.